# 牛橋村
牛橋村（うしはしむら）は、かつて愛知県碧海郡にあった村である。
現在の知立市東部（牛田町・八橋町・来迎寺町・昭和など）に該当する。
村名は、前身となった村の名から一文字ずつとった、合成地名である。

## 歴史
- 1875年（明治8年）- 八ツ橋村と新百姓村が合併し、八ツ橋村となる。
- 1889年（明治22年）10月1日 - 牛田村、八ツ橋村、来迎寺村が合併し、牛橋村が発足。
- 1906年（明治39年）5月1日 - 知立町、上重原村、長崎村の一部[1]と合併し、知立町が発足。同日牛橋村は廃止。